# Netelia shopar
Netelia shopar är en stekelart som beskrevs av Cheesman 1953. Netelia shopar ingår i släktet Netelia och familjen brokparasitsteklar. Inga underarter finns listade i Catalogue of Life.